# 모카 (가수)
모카(MOCHA, 본명: 민슬기, 1987년 10월 11일 ~ )는 대한민국의 싱어송라이터이다. 본명 민슬기로 데뷔 이후 모카(MOCHA)라는 예명으로 티와이뮤직과 계약, 이후 현재 무소속으로 활동 중이다.

## 활동
- TV 프로그램
  - 2015년 KBS2 뮤직뱅크 791회 출연
  - 2015년 아리랑 TV Simply K-Pop 168회 출연
  - 2015년 아리랑 TV Simply K-Pop 177회 출연
  - 2015년 SBS THE SHOW 35회 출연
  - 2015년 SBS THE SHOW 36회 출연
  - 2016년 MBC SHOW CHAMPION 178회 출연
  - 2016년 SBS THE SHOW 72회 출연
  - 2016년 MBC SHOW CHAMPION 187회 출연
  - 2016년 KBS2 TV 뮤직뱅크 840회 출연
  - 2016년 MBC 쇼! 음악중심 508회 출연
  - 2016년 MNET M COUNTDOWN 487회 출연

## 앨범
- 민슬기
  - 2014.07.17. 앨범 "추억... 그리고 그리움"
    - 너와의 추억
    - 너와의 추억(inst.)

  - 2015.06.17. 앨범 "설레임 (Throbbing)"
    - 이래선 안돼
    - 사용설명서
    - 바보같죠

- 모카(MOCHA)
  - 2016.03.07. 앨범 "독한 이별"
    - 독한 이별
    - 독한 이별 (inst.)

  - 2016.05.09. 앨범 "그대에게"
    - 그대에게
    - 독한 이별 (Remix) (Feat. 롱디)듣기
    - 그대에게 (inst.)

  - 2016.09.09. 앨범 "별난가족 OST Part 4"
    - 지쳐
    - 지쳐 (inst.)

  - 2017.03.10. 앨범 "괜찮아"
    - 괜찮아
    - 친구

  - 2018.05.30. 앨범 "U"
    - U

  - 2019.01.28. 앨범 "우스워"
    - 우스워
    - MISSING U

  - 2020.01.30. 앨범 "사랑한다... 사랑하지 않는다..."
    - 사랑한다... 사랑하지 않는다...
    - 사랑한다... 사랑하지 않는다... (inst.)

  - 2020.04.22. 앨범 "U are so Beautiful"
    - U are so Beautiful
    - U are so Beautiful (inst.)

  - 2020.07.08. 정규앨범 1집 "MOCHA in MOCHA"
    - 아파
    - 이 자리를 (Feat. 한사람)
    - 혹시 그대
    - 내 사진
    - 너 하나만은
    - 더 멀어지기 전에
    - 무서워
    - 사랑을 담아드려요 (Feat. 1060)
    - 이게 전부야
    - 가끔
    - 너와의 추억 (New Ver.)
    - 내 사진 (inst.)